# 레너드 혜성
레너드 혜성 (C/2021 A1(Leonard))은 장주기 혜성으로 그레그 J. 레너드(Greg J. Leonard)에 의하여 레먼산 천문대에서 2021년 1월 3일(근일점에 이르기 1년 전) 태양으로부터 5 천문단위 (750×106 km) 떨어져 있을 때 발견되었다. 역행 궤도를 가지고 있으며 핵의 직경은 약 1 킬로미터 (0.62 mi)이다. 금성으로부터 4백만 킬로미터 (2.5×106 mi) 이내에 접근하였는데, 이는 혜성이 금성에 가장 가깝게 접근한 거리이다.

## 관측 이력
태양으로부터 5 천문단위 (750×106 km) 떨어져 있던 레너드 혜성은 2021년 1월 3일(근일점 보다 1년 전) 레먼산 천문대에서 그레그드 J. 레너드에 의하여 발견되었는데 레먼산 탐사(Mt. Lemmon Survey)의 일환으로 찍힌 사진에서는 10 인치의 코마와 5인치의 넓은 꼬리를 가지고 있고 19.0 등급으로 추정되었다. 혜성 발견 후의 검토 과정에서 2020년 4월 11일자에 영상이 최초로 남겨진 것이 확인되었다.10월 10일에는 짧지만 조밀한 먼지 혜성 꼬리를 보여주었다. 12월 초의 겉보기 등급 (코마+핵)은 약 6 등급이었다. 2021년 12월 5일에는 경험 많은 관측자들에 의하여 육안 관측에 대한 최초의 보고가 있었다. 삼각형자리 은하(Messier 33)을 관측하는 것과 마찬가지로 혜성의 낮은 표면밝기 때문에 도시권에서는 관측하기 힘들었다. 2021년 12월 6일 아침에는 아크투루스에서 약 5도 떨어져 있었다. 2021년 12월 14일에는 태양으로부터 14.7도 떨어져 있었고 얼마 지나지 않아 남반구에서 더 잘 관측할 수 있게 되었다.
빛의 전방 산란(forward scattering)에 의하여 혜성의 광도가 2.5 등급까지 일시적으로 밝아지게 되었는데 광도는 소규모 폭발에 의해서도 증가했다. 12월 15일, 20일, 23일에 혜성이 폭발하여 3등급에 이르렀다가 4등급으로 다시 어두워졌다. 혜성의 이온 꼬리는 매듭과 증기선(steamer)으로 복잡한 구조로 관측되었다. 혜성의 발견자는 꼬리에 대하여 "지금까지 관찰된 것 중 가장 좋은 것"이라 말했다. 사진 중첩 기술을 이용하면 혜성 꼬리는 천구에서 60도까지 확인된다. 혜성의 고도가 낮았지만 대기에 의한 소광 때문에 밝기의 상당 부분이 상쇄되었다. 2021년 12월 22일 경에는 겉보기 등급이 약 4 등급이 되어 남반구에서 잘 관측되는 쌍안경 혜성이 되었다. 2021년 혜성 중 가장 밝은 혜성이다.
2022년 2월 23일 마틴 마섹(Martin Masek)이 운영하는 칠레의 SLOOH 망원경으로 혜성이 관측되었다. 혜성에는 중심 집중부가 보이지 않는데, 이는 핵이 붕괴되거나 완전히 증발했음을 의미한다. 추가 관측 결과 집중부 누락이 확인되었다. 2022년 4월, 허블 우주망원경에 의하여 혜성의 분리가 관찰되었는데 2022년 6월에 추가 관측이 예정되어 있다.

## 궤도

2021년 근접 당시 C／2021 A1의 태양 공전 애니메이션
·····

레너드 혜성 C/2021 A1은 2009년 5월부터 해왕성 궤도 안에 있었다. 혜성이 태양계의 행성 영역에 진입하기 훨씬 전인 1950년 역기점(epoch of 1950)을 사용하면, 질량 중심 궤도 솔루션은 혜성의 공전 주기가 약 80,000년임을 시사한다. 즉 혜성은 지난 40,000년 동안 약 3,700 천문단위 (550×109 km) 이내에 있었다. 혜성은 근일점 후에 태양계에서 멀어진다. 질량 중심 궤도는 2022년 9월 이후에도 쌍곡선 궤도를 유지한다.
2021년 12월 12일에 지구로부터 0.233 천문단위 (34.9×106 km) 거리에 있었던 혜성은 2021년 12월 18일에 금성으로부터 0.028 천문단위 (4.2×106 km) 만큼 떨어져 있었다. 2022년 1월 3일에 태양에 가장 가까이 접근했다.

## 갤러리

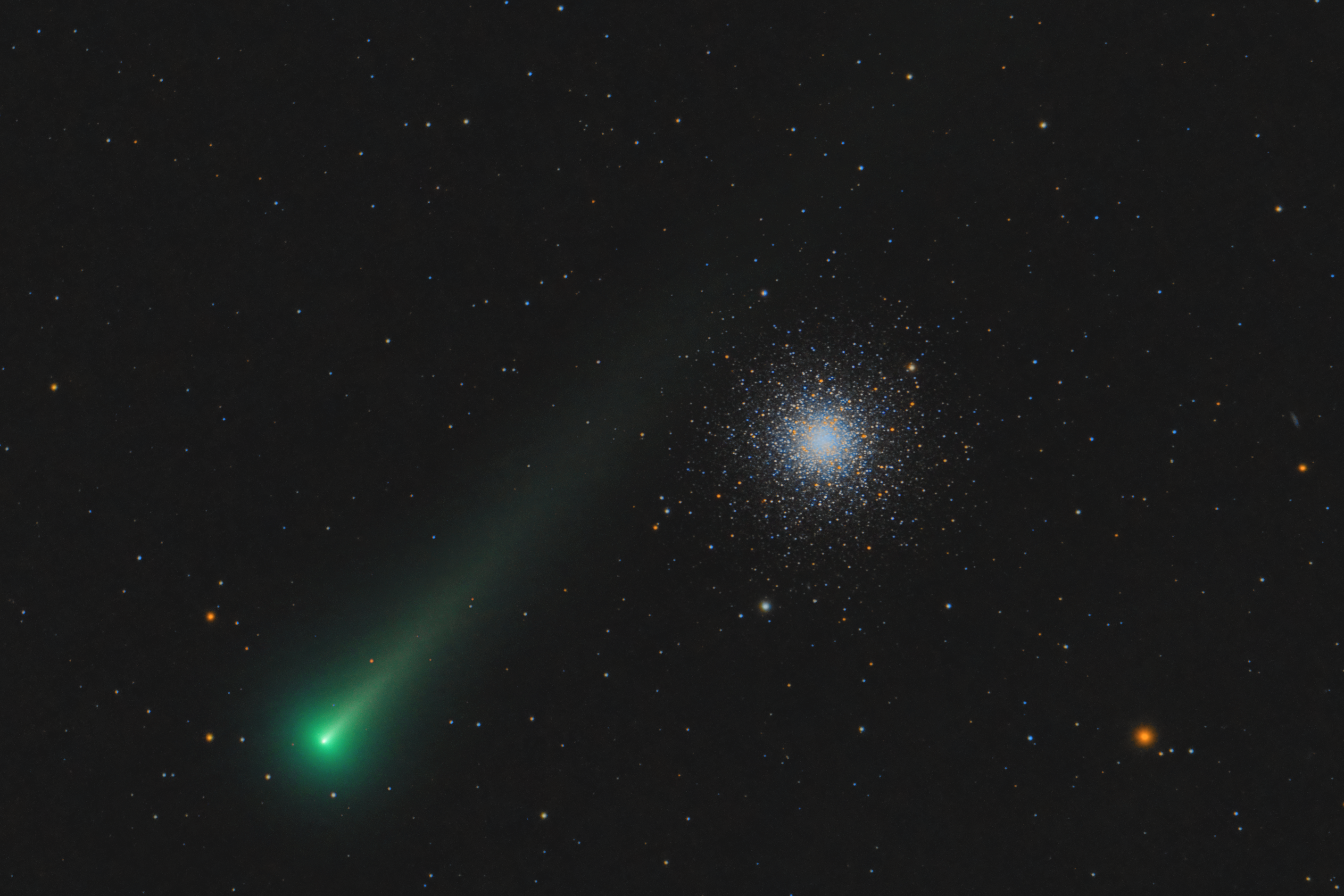
2021년 12월 3일 사우스캐롤라이나주 서머빌에서 포착된 혜성 C/2021 A1과 메시에 3의 근접
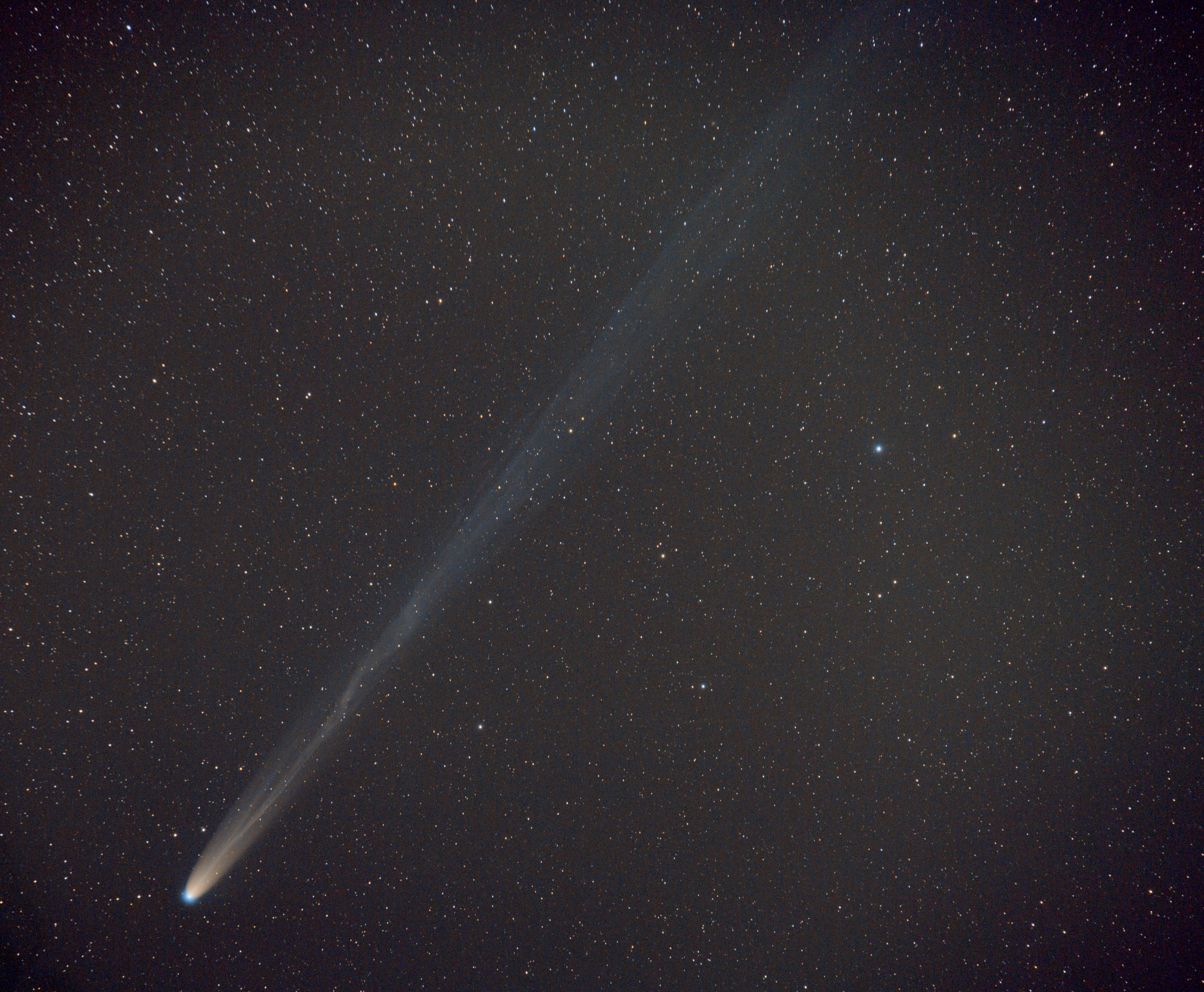
2021년 12월 28일 C/2021 A1의 광각 보기
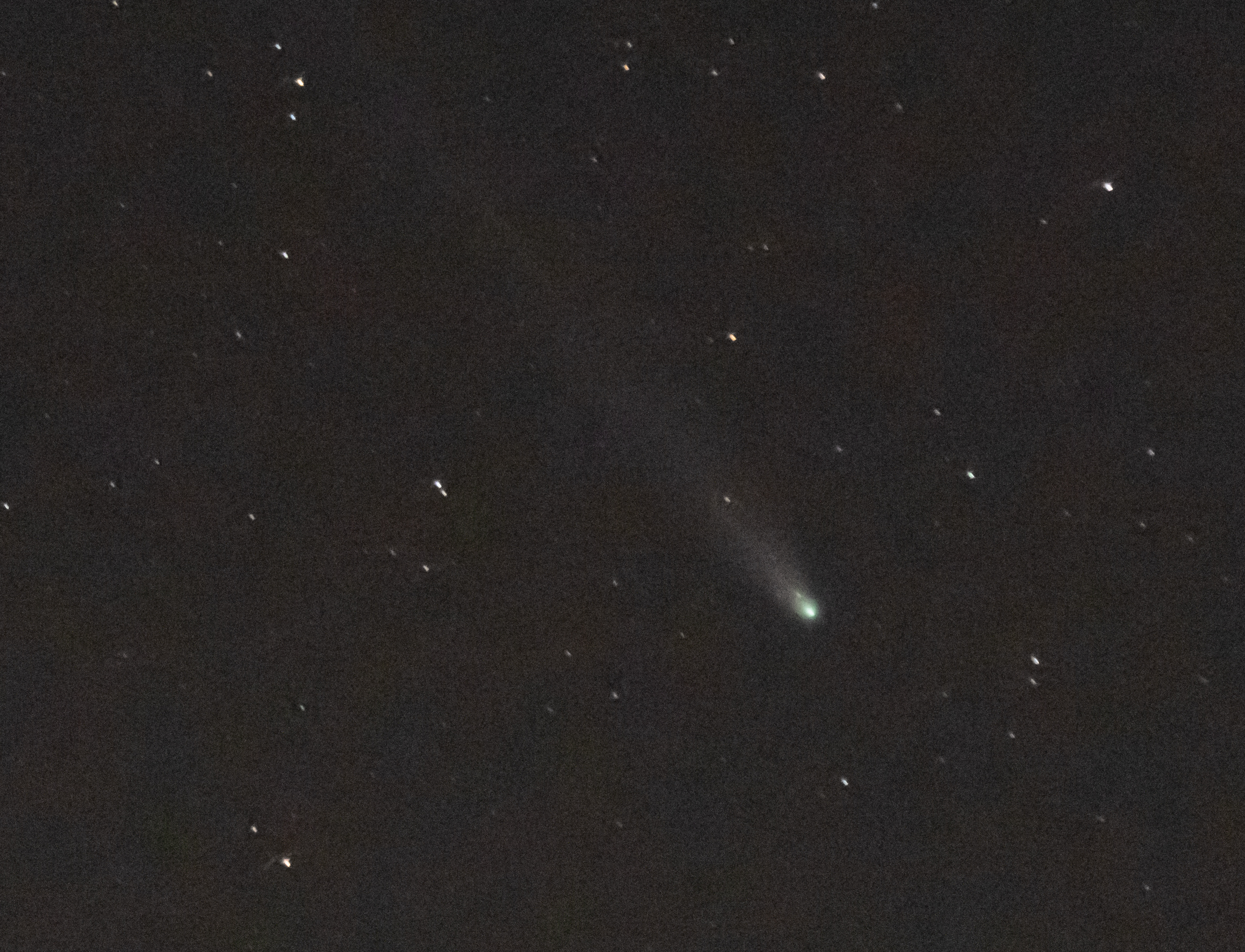
2021년 12월 31일 테네리페 상공의 혜성
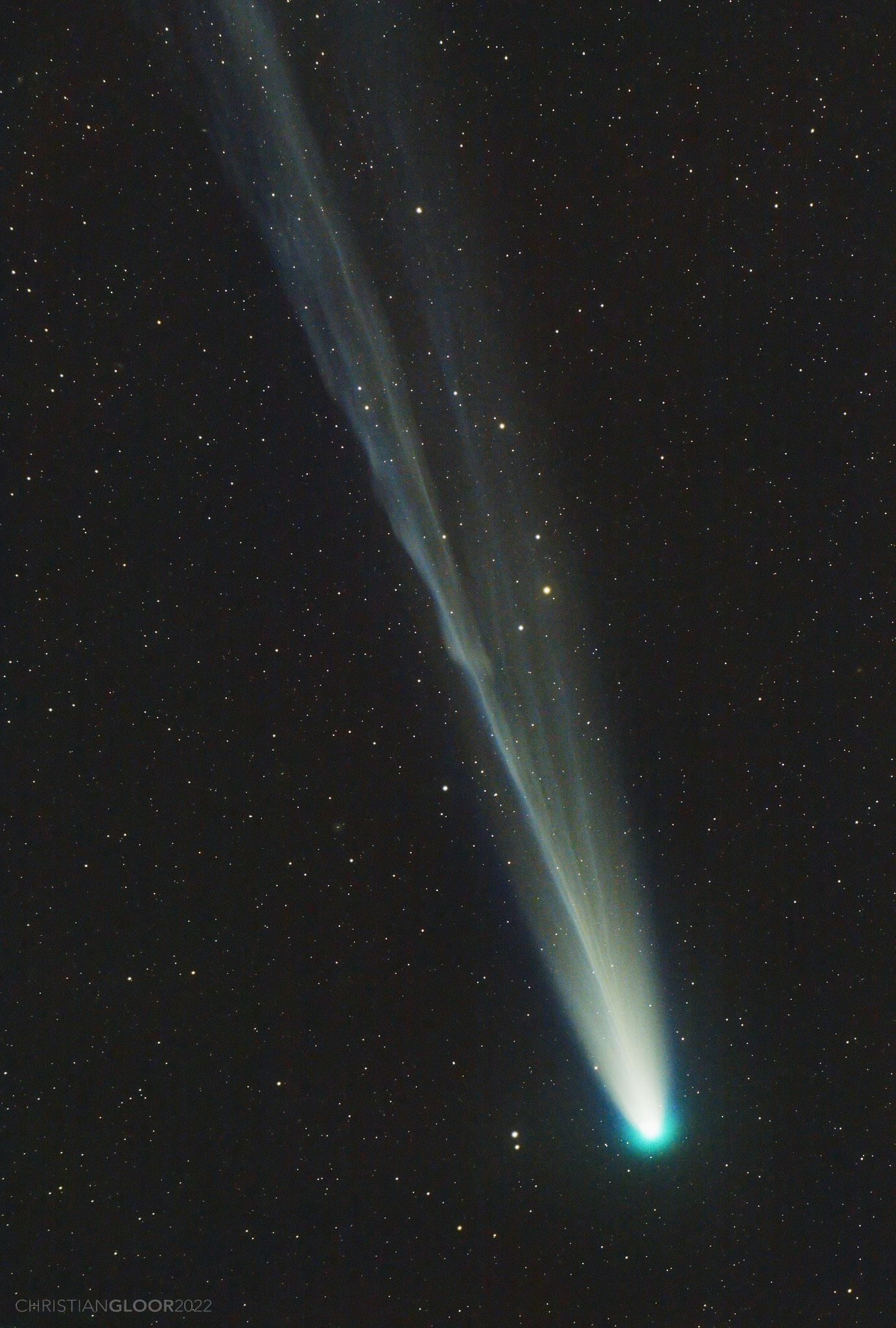
근일점 하루 전인 2022년 1월 2일의 레너드 혜성

## 같이 보기
- C/2011 L4